# Хащавацький Юрій Йосипович
Юрій Йосипович Хащавацький (біл. Юри Хашчавацкі; * 18 жовтня 1947, Одеса, УРСР) — радянський і білоруський кінорежисер, сценарист.
В 1973 закінчив Одеський технологічний інститут, в 1981 — ЛДІТМіК. З 1976 працював в Білторгрекламі режисером, з 1978 — на Білоруському телебаченні, з 1985 — на «Білоруському телефільмі», з 1989 — на кіностудії «Білорусьфільм».
Член Спілки кінематографістів Білорусі. Лауреат Кінопремії Миру Берлінського кінофестивалю, премії російського Союзу письменників імені А. Д. Сахарова, володар Гран-прі та лауреат кінофестивалів в Нью-Йорку, Женеві, Києві, Берліні, Мінську, Сан-Франциско, Санкт-Петербурзі, Мюнхені, Єкатеринбурзі, Лейпцигу, Фрейбурзі та Белграді. Член Євразійської Академії телебачення і радіо (ЄАТА) та Міжнародної Академії телебачення і радіо (МАТР).

## Фільмографія
1. 1985 — Це тихе життя в Глибокому (документальний)
2. 1986 — Повернення в Хатинь (фільм-спектакль)
3. 1986 — Поглянь на свій будинок (документальний)
4. 1987 — Упертий чоловік (документальний)
5. 1987 — Тут був Крилов (документальний)
6. 1987 — Призовники (документальний)
7. 1988 — Подорожні (документальний)
8. 1988 — Майстри і підмайстри (документальний)
9. 1988 — Формула прискорення (документальний)
10. 1989 — Зустрічний позов (документальний)
11. 1989 — В небо на колесі (документальний)
12. 1989 — Хто сьогодні відсутній
13. 1990 — Проміжна людина
14. 1990 — Магістраль (документальний)
15. 1991 — Помаранчеві жилети (документальний)
16. 1991 — Все добре (документальний)
17. 1992 — Російське щастя (документальний)
18. 1993 — Пристрасті по Маріанні (документальний)
19. 1994 — Хліб Ізраїлю (документальний)
20. 1996 — Оазис (документальний)
21. 1996 — Звичайний президент (документальний)
22. 1997 — Ехо мовчання (документальний)
23. 1998 — Час Чжоу Еньлая (документальний)
24. 2000 — Боги Серпа і Молота (документальний)
25. 2002 — Дожити до любові (документальний)
26. 2002 — Кавказькі полонені (документальний)
27. 2003 — Святий доктор
28. 2003 — Сонячний клоун (документальний)
29. 2007 — Площа Калиновського (документальний)
30. 2007 — Вперед, у минуле
31. 2008 — У пошуках ідишу (документальний, спільно з Олександром Городницьким)
32. 2010 — Лоботомія
33. 2011 — Звичайні вибори (документальний)

## Політична позиція
Вважає, що анексією Криму Путін наблизив розпад власної держави.

## Цікаві факти
Фільм «Лоботомія» про російсько-грузинську війну 2008 року був заблокований на YouTube за запитом путинського політтехнолога Сергія Кургіняна про захист авторських прав (які Кургіняну ніколи не належали). Сервіс YouTube автоматично виконав блокування, в серпні 2014 року, під час російсько-української війни на сході України фільм був розблокований.